# (32186) 2000 NM23
2000 NM23 (asteroide 32186) é um asteroide da cintura principal. Possui uma excentricidade de 0.05060320 e uma inclinação de 14.15719º.
Este asteroide foi descoberto no dia 5 de julho de 2000 por LONEOS em Anderson Mesa.